# Annonciation (de Champaigne)
Pour les articles homonymes, voir Annonciation (homonymie).
Annonciation est un tableau réalisé par le peintre français Philippe de Champaigne au XVIIe siècle. De format horizontal, cette huile sur toile est une peinture chrétienne qui représente Marie juste avant l'Annonciation. Surprise pendant la lecture d'un livre posé devant elle sur un lutrin, elle écarte son voile pour lancer un regard vers la droite de la composition, où Gabriel se manifeste, au-delà du cadre. Comprise dans la donation inaugurale de Pierre Rosenberg, l'œuvre fait partie des collections du musée du Grand Siècle, à Saint-Cloud, dans les Hauts-de-Seine.